# Wulf Konold
Wulf Konold (*  29. Juni 1946 in Langenau bei Ulm; † 24. Juni 2010 in München) war ein deutscher Musikwissenschaftler, Dramaturg und Intendant.

## Leben
Konold studierte von 1966 bis 1973 Musikwissenschaft, Germanistik und Geschichte an der Universität Kiel sowie Viola, Komposition und Dirigieren an der Musikhochschule Lübeck. Nach der Promotion 1974 bei Kurt Gudewill über „Weltliche Kantaten im 20. Jahrhundert“ wurde er wissenschaftlicher Assistent an der Universität Kiel. Von 1975 bis 1978 war er Abteilungsleiter für Ernste Musik beim Saarländischen Rundfunk. Ab 1978 war er Chefdramaturg am Opernhaus Nürnberg, ab 1982 Dramaturg und Künstlerischer Berater an der Staatsoper Hannover und ab 1988 Chefdramaturg der Hamburgischen Staatsoper, wo er auch Regie führte. Von 1996 bis 2008 leitete er als Generalintendant und Operndirektor die Städtischen Bühnen Nürnberg (seit 2003 Staatstheater Nürnberg). Daneben war er von 2005 bis 2009 künstlerischer Leiter der Ludwigsburger Schlossfestspiele.
1982 gründete er das Ensemble Musica Viva Hannover, von 1989 bis 1996 leitete er das Kieler Kammerorchester. Als Musikwissenschaftler übernahm er Lehraufträge an der Universität des Saarlandes, der Hochschule für Musik Saar, der Friedrich-Alexander-Universität Erlangen-Nürnberg, der Hochschule für Musik und Theater Hannover (als Lehrstuhlvertreter), der Universität Hamburg, der Musikhochschule Nürnberg-Augsburg und der Hochschule für Musik und Darstellende Kunst Stuttgart. 2001 wurde er zum Honorarprofessor ernannt. Zuletzt unterrichtete er an der Ludwig-Maximilians-Universität München.
Wulf Konold war der Bruder der Bühnen- und Kostümbildnerin Dietlind Konold. Er hinterließ zwei Söhne und eine Tochter. Er erlag 2010 einem Krebsleiden.

## Werke (Auswahl)
- Weltliche Kantaten im 20. Jahrhundert. Möseler, Wolfenbüttel 1975 (Dissertation, Christian-Albrechts-Universität zu Kiel 1974).
- Deutsche Oper – einst und jetzt. Überlegungen und Untersuchungen zu Geschichte und Gegenwart des deutschen Musiktheaters. Bärenreiter, Kassel 1980, ISBN 3-7618-0627-2.
- Das Streichquartett. Von den Anfängen bis Franz Schubert (= Taschenbücher zur Musikwissenschaft, Bd. 71). Heinrichshofen, Wilhelmshaven 1980, ISBN 3-7959-0210-X.
- Felix Mendelssohn Bartholdy und seine Zeit. Laaber-Verlag, Laaber 1984, ISBN 3-921518-82-2 (3. Aufl. 2014, ISBN 978-3-921518-82-3).
- Claudio Monteverdi mit Selbstzeugnissen und Bilddokumenten. Rowohlt, Reinbek b. Hamburg 1986, ISBN 3-499-50348-4 (5. Aufl. 2006)
- Bernd Alois Zimmermann. Der Komponist und sein Werk. DuMont, Köln 1986, ISBN 3-7701-1742-5.
- Wulf Konold (Ges.-Red.), Klaus-Jürgen Etzold (Mitverf.) u. a.: Das Niedersächsische Staatsorchester Hannover 1636–1986. Hrsg. vom Niedersächsischen Staatsorchester Hannover, Schlüter, Hannover 1986, ISBN 3-87706-041-2.
- (Hrsg.): Lexikon Orchestermusik Klassik. Zwei Bände. Goldmann, München 1987
- Die Symphonien Felix Mendelssohn Bartholdys: Untersuchungen zu Werkgestalt und Formstruktur.  Laaber Verlag, 1992, ISBN 3-89007-232-1.
- (Hrsg.): Konzertführer Barock. Orchestermusik von A-Z. Atlantis-Musikbuch-Verlag, Zürich 2006, ISBN 978-3-254-08387-6.
- (Hrsg.): Konzertführer Romantik. Orchestermusik von A-Z. 2. Aufl. Schott, Mainz 2007, ISBN 978-3-254-08388-3.
- Rudolf Kloiber: Handbuch der Oper. Neu bearbeitet und ergänzt von Wulf Konold und Robert Maschka. 16. Aufl. Metzler, Stuttgart 2024, ISBN 978-3-662-68525-9.